# Niewidzialni (komiks)
Niewidzialni (tytuł oryginału: The Invisibles) – amerykańska seria komiksowa stworzona przez scenarzystę Granta Morrisona i zilustrowana przez różnych rysowników. Ukazywała się pierwotnie jako miesięcznik od września 1994 do czerwca 2000 nakładem wydawnictwa DC Comics w ramach imprintu Vertigo. Po polsku publikuje ją wydawnictwo Egmont Polska od 2022 w tomach zbiorczych.

## Fabuła
Utrzymana w konwencji science fiction seria opowiada o przygodach członków Niewidzialnego Kolegium, tajnej organizacji walczącej z fizycznym i psychicznym uciskiem za pomocą podróży w czasie, magii, medytacji i przemocy. Przez większą część serii w skład zespołu wchodzą: przywódca King Mob; Lord Fanny, transpłciowy brazylijski szaman; Boy, były oficer nowojorskiej policji; Ragged Robin, telepata z tajemniczą przeszłością; oraz Jack Frost, młody chuligan z Liverpoolu, który może być następnym Buddą. Ich wrogami są Archonci Zewnętrznego Kościoła, bogowie z kosmosu, którzy bez wiedzy ludzi zniewolili już większość z nich.

## Rysownicy
- Cykl 1 (Volume 1):
  - nr 1–4, 22–24: Steve Yeowell
  - nr 5–9, 13–15: Jill Thompson
  - nr 10: Chris Weston
  - nr 11: John Ridgway
  - nr 12: Steve Parkhouse
  - nr 16, 21: Paul Johnson
  - nr 17–19: Phil Jimenez
  - nr 20: Tommy Lee Edwards
  - nr 25: Mark Buckingham
- Cykl 2 (Volume 2):
  - nr 1–13: Phil Jimenez
  - nr 14–17, 19–22: Chris Weston
  - nr 18: Ivan Reis
- Cykl 3 (Volume 3), w którym odcinki numerowano od tyłu: 
  - nr 12–9: Philip Bond, Warren Pleece
  - nr 8–5: Sean Phillips
  - nr 4: Steve Yeowell, Ashley Wood, Steve Parkhouse, Philip Bond, Jill Thompson, John Ridgway
  - nr 3: Steve Yeowell, Rian Hughes, John Ridgway, Michael Lark, Jill Thompson, Chris Weston
  - nr 2: Steve Yeowell, The Pander Brothers, John Ridgway, Cameron Stewart, Ashley Wood, Mark Buckingham, Dean Ormston, Grant Morrison
  - nr 1: Frank Quitely

## Tomy zbiorcze
| Tom | Wydanie polskie                      | Wydanie oryginalne                                | Zawartość                                                             |
| --- | ------------------------------------ | ------------------------------------------------- | --------------------------------------------------------------------- |
| 1   | Niewidzialni. Księga pierwsza (2022) | The Invisibles: Deluxe Edition, Book One (2014)   | The Invisibles, vol. 1, #1–12 i Absolute Vertigo #1                   |
| 2   | Niewidzialni. Księga druga (2022)    | The Invisibles: Deluxe Edition, Book Two (2014)   | The Invisibles, vol. 1, #13–25 i historia z Vertigo: Winter's Edge #1 |
| 3   | Niewidzialni. Księga trzecia (2023)  | The Invisibles: Deluxe Edition, Book Three (2015) | The Invisibles, vol. 2, #1–13                                         |
| 4   | Niewidzialni. Księga czwarta (2024)  | The Invisibles: Deluxe Edition, Book Four (2015)  | The Invisibles, vol. 2, #14–22 i vol. 3, #12–1                        |

## Odbiór
Niewidzialni znaleźli się na liście „50 najlepszych nie-superbohaterskich powieści graficznych” magazynu „Rolling Stone”, a w uzasadnieniu podano, że seria wywarła wpływ na późniejszych scenarzystów komiksowych Jonathana Hickmana i Gerarda Waya.